# Schlacht bei Konotop
Smolensk – Gomel – Mstislawl – Schklow – Schepelewitschi – Dubrowna – Stary Bychow – Witebsk – Ochmatiw – Mogiljow – Vilnius – Lemberg – Horodok – Oserna – Brest
Kiew – Werki – Warwa – Kowno – Medilas – Stary Bychow – Konotop – Chmelnyk – Mohyliw-Podilskyj – Ljachowitschi – Borissow – Polonka – Mogiljow – Lubar – Slobodyschtsche – Basja – Tschudniw – Druja – Kuschliki – Vilnius – Perejaslaw – Kaniw – Buschyn – Perekop
Roslawl – Saltykowa Dewyzja – Hluchiw – Kossulitschi – Pyrohiwka – Drokow – Wizebsk – Schklow –  Stawyschtsche – Medwyn – Bila Zerkwa – Ilūkste – Daugavpils
Die Schlacht bei Konotop war eine Schlacht im Russisch-Polnischen Krieg im Jahr 1659.

## Hintergrund
Die Beziehungen zwischen dem Hetmanat und dem Zarentum Russland begannen sich im Herbst 1656 zu verschlechtern, als die Russen gegen den Willen ihrer Kosakenpartner den Vertrag von Wilna mit Polen-Litauen unterzeichneten. Die Russen befürchteten, dass der Fall Polen-Litauens den Aufstieg ihres anderen Konkurrenten im Baltikum, Schweden, fördern würde. Die Kosaken, die von solchen Bedenken nicht belastet waren, betrachteten den Waffenstillstand von Wilna als Bruch des Vertrags, den sie in Perejaslaw geschlossen hatten. Dies war der Beginn einer Divergenz, die zur Konfrontation auf dem Schlachtfeld von Konotop führen sollte.
Die Kosaken und Russen verfolgten unterschiedliche geostrategische Ziele in der Region und hatten unvereinbare Ansichten zum perejaslawischen Abkommen. Für den russischen Zaren Alexei I. bedeutete dieses Abkommen die bedingungslose Unterwerfung neuer Untertanen unter seine Oberhoheit, während der ukrainische Hetman Bohdan Chmelnyzkyj es als bedingten Vertrag betrachtete, von dem eine Partei zurücktreten konnte, wenn die andere ihren Verpflichtungen nicht nachkam. Iwan Wyhowskyj, der Hetman, der im Sommer 1657 Chmelnyzkyj nachfolgte, war der Ansicht, der Zar komme seiner Verantwortung nicht nach, seine neuen Untertanen vor ihren traditionellen Feinden, den Polen, zu schützen. Der Zar versuchte außerdem, die Kontrolle über das Hetmanat zu erlangen, indem er Militärgouverneure (Woiwoden) ernannte und die interne Opposition gegen Wyhowskyj schürte.
1658 entschied sich Wyhowskyj für eine politische Neuausrichtung. Er schloss einen Vertrag mit Vertretern des polnischen Königs, der sich bereit erklärte, das Kosakenhetmanat wieder in die Polnisch-Litauische Union aufzunehmen und diese durch die Schaffung eines dritten Teilstaates, des „Großfürstentums Rus“, zu reformieren, dessen Status mit dem des Großfürstentums Litauen vergleichbar sein sollte. Der Vertrag von Hadjatsch hatte das Potenzial, nicht nur Polen-Litauen, sondern auch die Struktur der osteuropäischen Politik neu zu gestalten. Die vorgeschlagene Union von Hadjatsch wurde von den Russen als Kriegserklärung angesehen. Die Vertrag wurden allerdings vom Sejm Polen-Litauens in wesentlichen Punkten abgelehnt und nur in stark verkürzter Form ratifiziert, die keine politische Gleichstellung mehr vorsah. Außerdem spaltete er die Bevölkerung des Hetmanats, deren weite Teile eine Rückkehr der polnischen Szlachta strikt ablehnten und weiterhin auf den antipolnischen Kurs des verstorbenen Bohdan Chmelnyzkyj und die Anbindung an Russland setzten. Wyhowskyjs scharfer Seitenwechsel war der Auslöser einer ca. 30-jährigen verheerenden Periode, die als „Der Ruin“ in die ukrainische Geschichte einging.
Unmittelbar nach der Unterzeichnung des Vertrags von Hadjatsch musste Wyhowskyj Gewalt anwenden, um die prorussische Opposition im Land loszuwerden. Die Anführer dieser Opposition, Martyn Puschkar und Jakiw Barabasch, wurden in internen Kämpfen besiegt oder kurz darauf getötet. Zu diesem Zweck sicherte er sich die Hilfe der Krimtataren, die er damit bezahlte, dass sie die Bevölkerung der aufständischen Gebiete in die Sklaverei abführen durften. Im Herbst 1658 begann ein russisch-kosakischer Krieg, als die Armee des Zaren unter der Führung von Fürst Grigori Romodanowski eintraf, um die Opposition gegen Wyhowskyj zu unterstützen. Den Streitkräften des Zaren schlossen sich eine Reihe von Kosaken-Militäreinheiten an. Russische Armeeeinheiten und zarentreue Kosaken sollen Gewalttaten gegen die Zivilbevölkerung begangen haben. Samijlo Welytschko schrieb die Gewalt unter anderen den Sloboda-Kosaken zu, die „mit Erlaubnis von Romodanowski ukrainische Siedlungen und Dörfer angriffen und ohne jeden Respekt oder Nächstenliebe Menschen ausraubten und schikanierten, sie oft töteten und alles dem Erdboden gleichmachten.“ Neuere Forschungen sprechen hingegen davon, dass Romodanowski und die russische Armeeführung die lokalen Kosaken davon vergebens abzubringen versuchte. Romodanowski verbrachte den Winter in Lochwyzja.
Wyhowskyj lehnte den Vorschlag des Bojaren Alexei Trubezkoi zu Verhandlungen ab und bemerkte sarkastisch, dass es äußerst gefährlich sei, sich mit den Bojaren zu treffen – bei solchen Treffen könne man sogar den Kopf verlieren. Im Frühjahr 1659 schickte Zar Alexei eine bis zu 30.000 Mann starke russische Armee unter dem Kommando von Trubezkoi, Romodanowski und Semjon Poscharski in die Ukraine. Zarentreue Kosaken unter Iwan Bespalyj schlossen sich ihr ebenfalls an. Diese Armee war die beste des Zaren und wurde mit der Mission ausgesandt, Wyhowskyj zu stürzen. Sie eroberte Sribne, Borsna und die Vororte von Nischyn und blieben in der Nähe von Konotop stecken, dessen Belagerung am 1. Mai 1659 begann.

## Verlauf
Wyhowskyj ließ eine 4000 bis 5000 Mann starke Kosakenabteilung unter Oberst Hryhorij Huljanyzkyj in der ummauerten Stadt Konotop zurück. Trubezkoi beschloss, sie zu belagern und einzunehmen. Am 1. und 9. Mai 1659 kam es zu Versuchen, die Mauern zu durchbrechen, die fehlschlugen. Am 9. Mai schickte Romodanowski insgesamt fast 22.000 Mann gegen die Festung. Nach einer fünfstündigen Schlacht hatten die Russen 514 Tote und 2980 Verwundete, ohne Fortschritte zu machen. Die darauffolgenden Gegenangriffe der Garnison zwangen Trubezkoi, sein Hauptquartier etwa zehn Kilometer nach hinten zu verlegen und seine Kräfte waren gespalten. Die Untätigkeit in den nächsten siebzig Tagen ermöglichte es Wyhowskyj, Allianzen zu schmieden. Er mobilisierte eine 16.000 Mann starke ukrainische Armee und gewann die Hilfe der 30.000 Mann starken Armee des Krim-Khans Mehmed IV. Giray, einer polnischen Abteilung von viertausend Mann und mehrerer tausend angeheuerter Söldner aus den Fürstentümern Moldau, Walachei und Siebenbürgen.

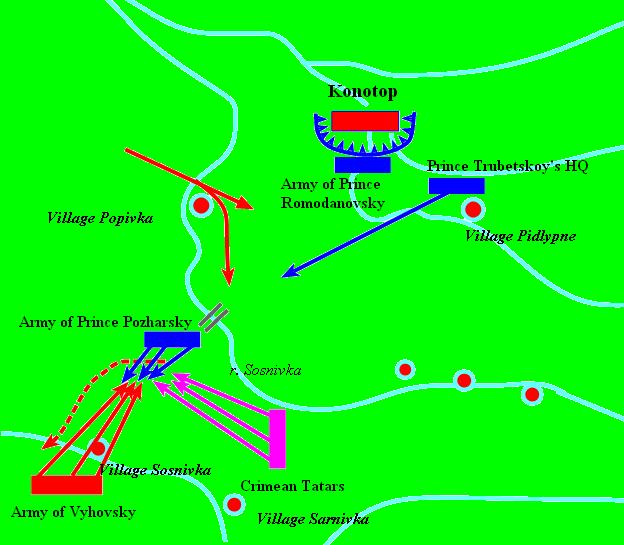
Karte des Verlaufs

Am 4. Juli 1659 besiegte Wyhowskyj die vorgeschobene Abteilung der russischen Armee in der Nähe des Dorfes Schapowaliwka und näherte sich Konotop. Am selben Tag setzte Wyhowskyj 4000 Polen und gemischte Verbündete in dem Dorf Sosniwka südlich des gleichnamigen Flusses ein. Wyhowskyj bereitete die 30.000 bis 35.000 Krimtataren auf einen Hinterhalt südöstlich des Flusses Sosniwka vor. Er ließ die 4000 Polen unter dem Kommando Stepan Huljanyzkyjs zurück und führte eine kleine Abteilung der Kosakenkavallerie nach Norden, um die Russen bei Konotop zu überraschen. Die entscheidende Schlacht begann am 7. Juli, als der Hetman Trubezkois Armee vom Marschland aus angriff und mit einem plötzlichen Schlag eine große Anzahl von Pferden erbeutete. Am nächsten Tag machte sich Poscharskis Kavallerie auf den Weg, um Wyhowskyj zu verfolgen, der den Fluss Sosniwka überquerte. Die Russen überquerten den Fluss, hielten an und schlugen ihr Lager auf einer Anhöhe mit Blick auf ein Tal auf.
Nach Einbruch der Dunkelheit führte Stepan Huljanyzkyj eine kleine Kavallerieabteilung, die mit gepolsterten Hufeisen ausgerüstet war um leise zu sein, um das russische Lager auf der anderen Seite des Flusses herum und näherte sich ihm am gegenüberliegenden Ufer. Unbemerkt bauten sie die Brücke ab und schnitten so einen einfachen Rückzug und mögliche Verstärkung ab. Sie stauten den Fluss flussabwärts und leiteten sein Wasser in das grasbewachsene Tal südlich des russischen Lagers. Gegen Morgengrauen kehrten sie zurück. Am Morgen des 9. Juli unternahm Wyhowskyjs kleine Abteilung einen Störangriff auf Poscharskis Stellung und zog sich in vorgetäuschter Unordnung zurück. Als sie Sosniwka erreichten, feuerte Wyhowskyj drei Kanonenschüsse als Signal an das wartende tatarische Heer ab. Dann führte er seine Armee in guter Ordnung zurück ins Tal, um die Russen einzukesseln.
Poscharski befahl einen Totalangriff auf Wyhowskyjs Kosaken. Sie stürmten den Hügel hinunter ins Tal. Als sie die Wiese erreichten, hatte das Wasser des aufgestauten Flusses sie in einen Sumpf verwandelt. Ihre schwere Kavallerie steckte im Schlamm fest. Die Pferde konnten ihren Reitern nicht folgen. Dann stürmten die krimtatarischen Abteilungen in ihre linke Flanke. Der etwa 5.000 Kämpfer zählende russische Kavallerieverband Poscharskis wurde in einem tatarisch-kosakischen Angriff umzingelt und im Laufe des Tages besiegt. In diesem Teil der Schlacht starben bis zu 5.000 Russen oder wurden gefangen genommen, darunter Poscharski und dutzende Woiwoden. Als Trubezkoi dies beobachtete, hob er die Belagerung von Konotop auf und begann am Abend mit dem Rückzug. Kosaken und Tataren verfolgten die sich rückziehende Armee bis zur russischen Grenze, Trubezkoi wurde zweimal verwundet und entging der Gefangennahme. Teile der Artillerie, Schatzkammer, Wagenkolonne und Schlachtflaggen gingen verloren. Beim Verfolgen von Trubezkois Hauptarmee erlitten die Krimtataren und Wyhowskyj Verluste. Die Gesamtverluste der Krimtataren betrugen 3.000 bis 6.000 Mann, Wyhowskyjs Verluste betrugen ungefähr 4.000 Kosaken.

## Nachwirkungen

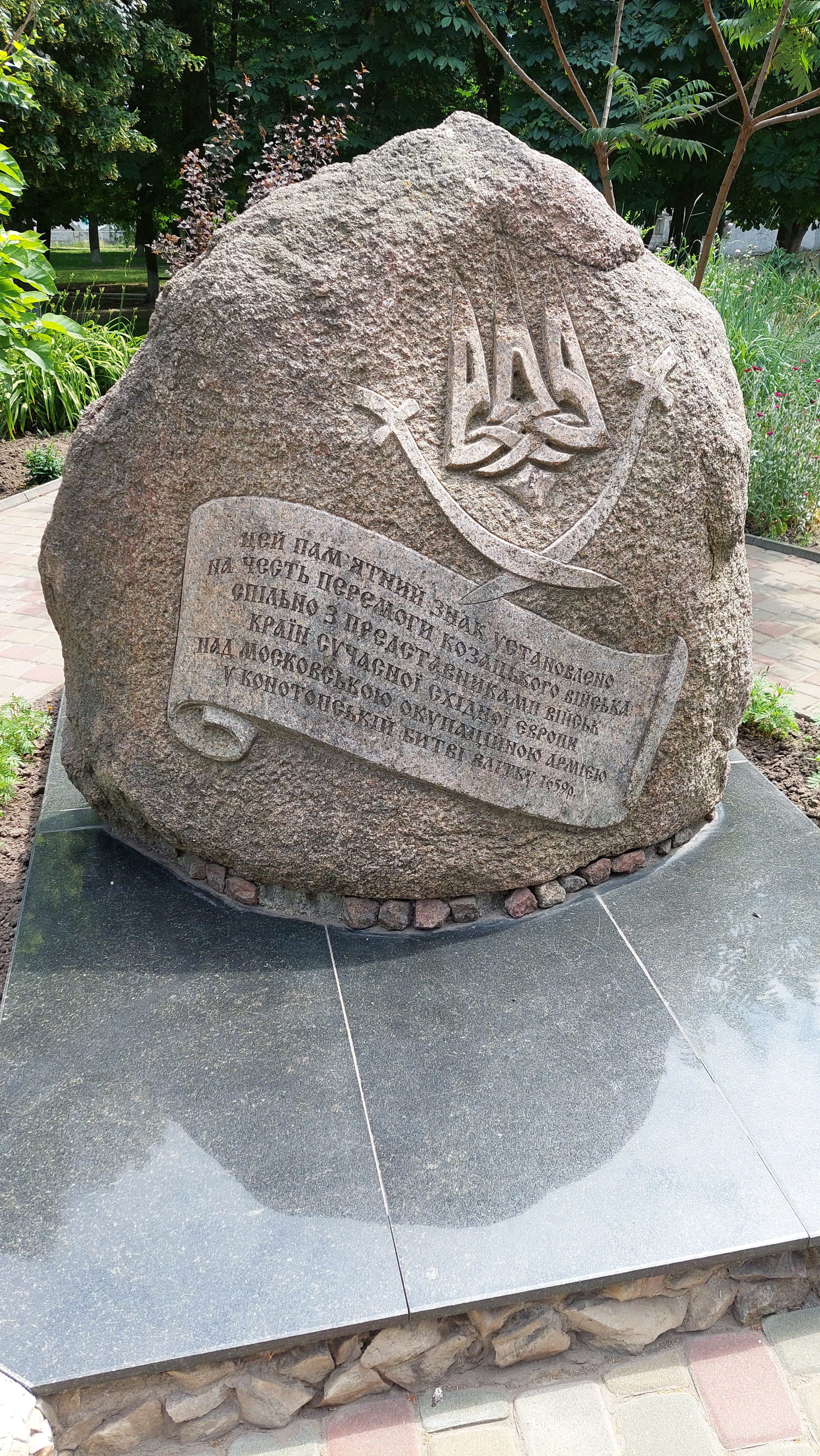
Gedenkstein in Konotop

Der ukrainische Sieg wurde vom russischen Historiker Solowjow wie folgt beschrieben:

„Die Blume der moskowitischen Kavallerie, die in den Feldzügen von 1654 und 1655 so erfolgreich war, ging an einem Tag zugrunde und nie wieder war der moskowitische Zar in der Lage, solch hervorragende Truppen aufs Feld zu bringen. Zar Alexei Michailowitsch trat in Trauerkleidung vor das Volk, und in Moskau herrschte Panik ... Trubezkoi hatte nun an einem Tag eine große Armee verloren ... die Zarenhauptstadt Moskau zitterte um ihre Sicherheit ... Von Wyhowskyj wurde erwartet, direkt nach Moskau zu gehen.“

Einige hochrangige russische Fürsten wurden gegen Lösegeld gefangen genommen und zum Khanat der Krim verschleppt, wo Fürst Semjon Poscharski den Khan beleidigte und daraufhin enthauptet wurde. Einer der Gefangenen gab den Kopf an Fürst Trubezkoi zurück. Trotz seiner Fähigkeiten als General blieb Iwan Wyhowskyj politisch unbeliebt. Aufstände, insbesondere in der linksufrigen Ukraine, die von Kosaken angeführt wurden, die mit der propolnischen Ausrichtung des Adelsstands unzufrieden waren, und Desertationen schmälerten seine Macht. Im Oktober 1659 trat er als Hetman zurück und begab sich nach Polen.
Zum 350. Jahrestag der Schlacht im Jahr 2009 brachte die Nationalbank der Ukraine eine Gedenkmünze heraus. Im Juli 2015 wurde in Konotop ein Gedenkstein für die Schlacht errichtet.